# Могадам, Нассер
Нассер Могадам (перс. ناصر مقدم‎; 24 июня 1921, Тегеран — 11 апреля 1979, Тегеран) — иранский государственный деятель, 4-й и последний руководитель САВАК (июнь 1978 — февраль 1979). Деятель иранских шахских спецслужб. Генерал-лейтенант (Sepahbod) иранских вооруженных сил.

## Биография

### Военная карьера
Нассер Могадам родился в 1921 году в Тегеране. Он получил образование в военном лицее, после чего продолжил обучение в Военной школе. В конце 1930-х годов Могадам изучал юриспруденцию на факультете права Тегеранского университета.

### «Специальное бюро сведений» и глава 3-го Департамента САВАК
В 1958 году, когда была основана секретная служба «Специальное бюро сведений» («Daftar-e Vijeh»), Хоссейном Фардустом отобрал Насера Могадама из числа офицеров для включения в руководство этой организации.
В 1963 году, после подавления антимонархического восстания под руководством Рухоллы Хомейни, генерал Нассер Могадам, с одобрения генерала Фардуста, был назначен главой «Специального бюро сведений». Одновременно он продолжал службу в департаменте контрразведки САВАК, фактически став его вторым лицом. В этот же период шах поручил ему руководство «Департаментом III», который отвечал за деятельность внутренней оппозиции и контролировал все аспекты политической жизни страны. В 1971 году Могадам занял пост главы 2-го Бюро разведки и контрразведки шахской армии.

### Могадам во главе САВАК (июнь 1978 — февраль 1979)
В апреле 1978 года генерал-лейтенант Нассер Могадам, занимавший пост начальника II-го бюро Генерального штаба иранской армии, направил шаху конфиденциальное послание. В нем он настаивал на необходимости ради благополучия страны принести в жертву ряд высокопоставленных чиновников, включая лиц из ближайшего окружения шаха, императрицы и королевского двора, наиболее запятнанных коррупцией. Также он предлагал начать конструктивный диалог с высшим шиитским духовенством.
В целях разряжения накаленной ситуации, шах пошёл на уступки иранской общественности (по настоятельной просьбе Вашингтона) и в июне 1978 года сместил с поста директора САВАК всесильного Нассири. Новым руководителем тайной полиции шах назначил генерал-лейтенанта Нассера Могадама, который имел хорошие связи в рядах оппозиционного лагеря, в том числе и среди шиитского духовенства.
Генерал Могадам ранее был главой военной контрразведки, считался противником пыток, и его назначение должно было обеспечить лучшую интеграцию армии с секретной службой.
До июня 1978 г. генерал Могадам курировал «Департамент III» САВАК (служба внутренней разведки и безопасности).
С августа 1978 года, когда Иран уже был объят революционным пламенем, саваковцы свирепствовали и бесчинствовали в основном в крупных городах страны — Тегеран, Керманшах, Исфахан, Мешхед, Тебриз, Шираз, Ахваз и т. д., десятками уничтожая исламских активистов и агитаторов.
20 августа 1978 г. в Абадане, где был расположен гигантский нефтеперерабатывающий завод, во время пожара в кинотеатре «Рекс» погибло около 500 человек. Расследование, проведенное сотрудниками САВАК выявили связь шиитских священнослужителей с данным инцидентом. Однако, данное утверждение не было принято широкой общественностью, в связи с тем, что к тому времени слишком высоко было неверие в шахскую систему.
29 декабря 1978 г. шах Мохаммед Реза Пехлеви предложил одному из лидеров буржуазного Национального фронта, Шапуру Бахтияру, сформировать правительство. 31 декабря военное правительство генерала Азхари, призванное к власти 6 ноября, ушло в отставку.
Шах приказал своим генералам подчиняться и поддерживать правительство Шапура Бахтияра.
11 января в Ширазе происходили мирные демонстрации. Затем атмосфера накалилась: демонстранты стали сбрасывать с постаментов статуи шаха, напали на местную штаб-квартиру САВАК. Саваковцы отстреливались, среди нападавших были убитые и раненые, но толпа все же ворвалась в здание и подожгла его. Предварительно оттуда были вынесены телекс, фото- и радиоаппараты, груды досье — все это сжигалось на площади. Было сожжено также 19 автомобилей. Заместителя начальника провинциального управления САВАК растерзала толпа. Священнослужители призывали народ к порядку, но остановить бушующую толпу не смогли.
16 января 1979 года шах вместе с семьёй покинул пределы Ирана. 1 февраля Хомейни вернулся из эмиграции и лично возглавил революционный процесс. В общей сложности (с момента начала вооруженного восстания 9 февраля) исламистам понадобилось несколько дней, чтобы захватить власть. Три дня сторонники аятоллы сражались с имперской шахской гвардией «Бессмертные», саваковцами и верными монарху военными частями.
В свержении шахского режима иранские левые — в первую очередь леворадикалы из «Моджахедин-Э Хальк» и «Федаин-Э Ислами» — сыграли не меньшую (а непосредственно в Тегеране и большую) роль, чем исламисты.
12 февраля 1979 г. вся власть в Иране перешла в руки Временного революционного правительства, за спиной которого стоял Рухолла Мусави Хомейни.
Ранним утром 12 февраля иранское радио сообщило о победе исламской революции и о предоставлении верховной власти «высшему богословскому авторитету, законоведу, знатоку Корана и всех почитаемых мусульманами книг, уважаемому всеми верующими так, что его мнение воспринимается беспрекословно», то есть Хомейни. Эпоха светской государственности в Иране закончилась: авторитарную монархию сменила «тирания тюрбана». Победители начали охоту за сторонниками прежнего режима. Революционные комитеты и трибуналы в короткий период времени вынесли десятки тысяч смертных приговоров. Женщины, осмелившиеся сбросить чадру, подвергались публичным издевательствам, пыткам и казням. По мусульманской традиции их забивали камнями. Были арестованы видные шахские сановники, в том числе и экс-директор САВАК генерал Нассер Могадам.

### Казнь
11 апреля 1979 года генерал Нассер Могадам по решению Исламского революционного трибунала под председательством Садека Хальхали был расстрелян (вместе с ним казнили группу шахских генералов и политиков, в том числе бывшего директора САВАК Хасана Пакравана, бывшего командующего шахской гвардией Али Нешата, бывшего министра иностранных дел Аббаса-Али Халатбари, бывшего мэра Тегерана Голяма Реза Никпея). Были казнены все руководители САВАК (Хассан Пакраван, Нематолла Нассири и Нассер Могадам). Многие иранские эмигранты считают генерала Могадама предателем и изменником династии Пехлеви, который сделал все возможное, чтобы к власти в Иране пришли исламисты.